# Maria Hansdotter
Maria Hansdotter eller Maria Reusner, född 1613 i Lübeck, död i Stockholm 5 augusti 1691, var en svensk boktryckare och bokbindare.
Hennes far var anställd av Karl IX som bildhuggare vid Amiralitetet. Hon var gift 1633 eller 1636 med Christoph Reusner den yngre.
Efter makens död 1658 övertog hon hans hantverkarverkstad och arbetade för hovets räkning åtminstone fram till 1683.  
Hon biträddes av sönerna Benjamin Reusner och Christoph Reusner den yngste. Hennes främsta kund tycks annars ha varit »Amiralitetet». År 1683 nämndes i protokollet att hon hade övergett ämbetet, men det stämde troligen inte eftersom hon nämns i yrket 1685. Den 25 aug. 1685 anklagar gesällen Benjamin Reusner på sin mors vägnar »Mester Johan Steen för det han hafwer inträngdt sig uthi hennes arbete på Admiralitetet förebärandes att hon hafwer arbetat öfwer 40 åhrs tijdh».
Vid begravningen utdelades tre begravningsskrifter.